# Glückstadtske ekvipage
Den glückstadtske ekvipage ("Den Glückstadtske Søe-Equipage") var en dansk flådeafdeling, som havde base i Glückstadt ved Elben. Ekvipagen blev oprettet i 1620 under kong Christian IV og havde vagtskibe på Elben og Weser fra 1623. Den 13. august 1815 blev enheden nedlagt.